# Linn County (Kansas)
Linn County je okres ve státě Kansas v USA. K roku 2010 zde žilo 9 656 obyvatel. Správním městem okresu je Mound City. Celková rozloha okresu činí 1 570 km².